# The Five(ish) Doctors Reboot
The Five(ish) Doctors Reboot è un cortometraggio televisivo del 2013 diretto da Peter Davison. Il film è una parodia comica e omaggio alla celebre serie britannica di fantascienza Doctor Who. 

## Trama
Natale 2012: Davison, Baker e McCoy, rispettivamente gli attori un tempo interpreti del Quinto, Sesto e Settimo Dottore nella serie classica Doctor Who, si sentono emarginati dal successo riscosso dalla nuova incarnazione moderna della serie e cercano in tutti i modi di intrufolarsi sul set dello speciale per il 50º anniversario di Doctor Who.

## Produzione
Il programma è stato scritto e diretto da Peter Davison, celebre per aver interpretato il Quinto Dottore, che è tra gli interpreti assieme a Sylvester McCoy (il Settimo Dottore), Colin Baker (il Sesto Dottore) e Paul McGann (l'Ottavo Dottore). Inoltre nello speciale appaiono anche alcuni attori della nuova serie Doctor Who, quali David Tennant (il Decimo e il Quattordicesimo Dottore), Matt Smith (l'Undicesimo Dottore), Jenna Coleman (Clara Oswald) e John Barrowman (Jack Harkness).
In origine Davison aveva scritto una scena anche per Tom Baker (il Quarto Dottore), ma poiché Baker non ha mai risposto alle sue e-mail, Davison ha deciso di usare uno spezzone prelevato dall'incompiuta storia Shada di Doctor Who, per motivare l'assenza del suo personaggio.

## Interpreti
Oltre ai protagonisti Davison, McCoy e Baker, gran parte degli attori che partecipano allo speciale recitano nel ruolo di sé stessi e hanno qualche "collegamento" con la serie classica di Doctor Who.
- Matt Smith – Undicesimo Dottore
- Jenna Coleman – Clara Oswald, compagna di avventure dell'Undicesimo e Dodicesimo Dottore
- Sinead Keenan – Una fan che chiede un autografo a Peter Davison durante una convention. Interpretò Addams in The End of Time (2009–10).
- Steven Moffat – Produttore esecutivo e sceneggiatore di Doctor Who (2010–2017)
- Heddi-Joy Taylor-Welch – Assistente di regia di Doctor Who
- Louisa Cavell – Assistente di regia di Doctor Who
- Lauren Kilcar – Assistente costumista, Il giorno del Dottore (2013)
- James DeHaviland – Secondo assistente di regia di Doctor Who
- Janet Fielding – Interpretò Tegan Jovanka, compagna d'avventure del Quarto e Quinto Dottore
- Sean Pertwee – Figlio di Jon Pertwee (il Terzo Dottore)
- Rhys Thomas – Attore comico, fan di Doctor Who
- Georgia Tennant – Interpretò Jenny in La figlia del Dottore (2008). Nella vita reale Georgia è la figlia di Peter Davison (il Quinto Dottore), e la moglie di David Tennant (il Decimo Dottore). Fu anche la produttrice di The Five(ish) Doctors Reboot, con il nome da sposata Georgia Tennant.
- Olivia Darnley – Attrice amica di Georgia Tennant, ed ex-partner di Adam James che apparve nello speciale Planet of the Dead
- Niky Wardley – Interpretò Tamsin Drew, compagna d'avventure dell'Ottavo Dottore in alcuni sceneggiati radiofonici
- Marion Baker – Moglie di Colin Baker
- Katy Manning – Interpretò Jo Grant, compagna d'avventure del Terzo Dottore
- Louise Jameson – Interpretò Leela, compagna d'avventure del Quarto Dottore
- Carole Ann Ford – Interpretò Susan Foreman, la nipote del Primo Dottore
- Deborah Watling – Interpretò Victoria Waterfield, compagna d'avventure del Secondo Dottore
- Sophie Aldred – Interpretò Ace, compagna d'avventure del Settimo Dottore
- Sarah Sutton – Interpretò Nyssa, compagna d'avventure del Quarto e Quinto Dottore
- Lalla Ward – Interpretò Romana (II), compagna d'avventure del Quarto Dottore
- John Leeson – Voce di K-9, il cane robotico del Quarto e Decimo Dottore
- Anneke Wills – Interpretò Polly, compagna d'avventure del Primo e Secondo Dottore
- Lisa Bowerman – Interpretò Karra e Bernice Summerfield, compagne d'avventure del Settimo Dottore
- Matthew Waterhouse – Interpretò Adric, compagno d'avventure del Quarto e Quinto Dottore
- Paul McGann – Ottavo Dottore
- Jon Culshaw – Voce di Tom Baker (Quarto Dottore)
- Jemma Churchill – Voce di Lady Forleon nello sceneggiato radiofonico Creatures of Beauty
- Lucy Baker, Bindy Baker, Lally Baker, Rosie Baker – Figlie di Colin Baker
- Peter Jackson – Il regista appare in un piccolo cameo dato che stava all'epoca dirigendo la trilogia de Lo Hobbit nella quale stava recitando Sylvester McCoy
- Ian McKellen – Voce della Grande Intelligenza nell'episodio The Snowmen
- John Barrowman – Interpretò il Capitano Jack Harkness con il Nono e Decimo Dottore, e nello spin-off Torchwood
- Sarah Churm – Interpreta la moglie segreta di John Barrowman. Inoltre interpretò anche Sarah Braithwaite insieme a Peter Davison in At Home with the Braithwaites
- Alice Knight – Interpreta la figlia maggiore segreta di John Barrowman
- Olive Tennant – Interpreta la figlia minore segreta di John Barrowman. Nella vita reale, è la figlia di David Tennant e Georgia Tennant
- Nick Jordan – Membro dello staff della mostra "Doctor Who Experience"
- David Tennant – Decimo Dottore, sposò la figlia di Peter Davison, Georgia Moffett
- Richard Cookson – Sceneggiatore dello speciale del 50º anniversario di Doctor Who intitolato Il giorno del Dottore
- Elizabeth Morton – Moglie di Peter Davison
- Marcus Elliott – Interpreta un membro della sicurezza
- Ty Tennant – Figlio di Georgia Moffett e figlio adottivo di David Tennant
- David Troughton – Figlio di Patrick Troughton (il Secondo Dottore). Apparve in The Enemy of the World (1967–68), The War Games (1969), The Curse of Peladon (1972) e Midnight (2008).
- Adam Paul Harvey – Ex partner di Georgia Moffett
- Derek Ritchie – Sceneggiatore di Doctor Who
- Russell T Davies – Produttore esecutivo e sceneggiatore di Doctor Who (2005–2009)

## Distribuzione
Il film è stato trasmesso dal canale BBC Red Button il 23 novembre 2013 dopo lo speciale Il giorno del Dottore, in occasione del cinquantesimo anniversario della serie.

## Riconoscimenti
- Premio Hugo
  - 2014 - Candidatura al Best Dramatic Presentation (Short Form)[5]